# Mesochorus tarnabyanus
Mesochorus tarnabyanus là một loài tò vò trong họ Ichneumonidae.